# Joseph Georg von Steiner
Joseph Georg Steiner, seit 1908 Ritter von Steiner (* 1858; † 1937) war ein bayerischer Staatssekretär.

## Leben
Nach dem Abitur am Alten Gymnasium am Ägidienplatz in Regensburg, der Vorläuferschule vom Albertus-Magnus-Gymnasium, studierte er ab 1879 Rechtswissenschaft als Stipendiat der Stiftung Maximilianeum an der Ludwig-Maximilians-Universität München. Während seines Studiums wurde er Mitglied des AGV München. Am 5. März 1908 mit Immatrikulation am 4. April 1908 wurde ihm das Ritterkreuz des Verdienstordens der Bayerischen Krone verliehen. Mit der Verleihung war die Erhebung in den persönlichen Adelsstand verbunden und er durfte sich nach der Eintragung in die Adelsmatrikel „Ritter von Steiner“ nennen. 1912 hatte Steiner außerdem den Verdienstorden vom Heiligen Michael II. Klasse erhalten.
Vom 1. Juli 1911 bis zum 31. Juli 1920 war er Staatsrat (Staatssekretär) im bayerischen Staatsministerium für Unterricht und Kultus.